# Хенераль-Пуейрредон (округ)
Округ Хенераль-Пуейрредон (ісп. General Pueyrredón) — адміністративно-територіальна одиниця 2-ого рівня у провінції Буенос-Айрес в центральній Аргентині. Адміністративний центр округу — Мар-дель-Плата (ісп. Mar del Plata).
Населення округу становить 618989 осіб (2010). Площа — 1460 кв. км.

## Історія
Округ заснований у 1879 році.

## Населення
У 2010 році населення становило 618989 осіб. З них чоловіків — 295294, жінок — 323695.

## Політика
Округ належить до 5-ого виборчого сектору провінції Буенос-Айрес.